# کریپتوتائه‌نیا
کریپتوتائه‌نیا (نام علمی: Cryptotaenia) نام یک سرده از گیاهان گلدار است. این گیاه دارای ۲ گونه است که به عنوان گیاهان دارویی مصرف می‌شوند. این گیاه بومی آمریکای شمالی و شرق آسیاست و در مناطق مرطوب و سایه رشد می‌کند. طول این گیاه ۴۰ سانتیمتر است و دارای برگچه‌های سه قسمتی است. در ماه جون تا ژوئیه گل سفیدی از آن شکوفا می‌شود.
در ژاپن این گیاه میستوبا (به ژاپنی: ミツバ) (به معنی سه برگ) نام دارد و یکی از سبزیجاتی است که در آشپزی ژاپنی بسیار مصرف می‌شود.

## گونه‌ها
- Cryptotaenia canadensis
- Cryptotaenia japonica (مترادف C. canadensis subsp. japonica)